# Beraud
Beraut (en francès Béraut) és un municipi francès situat al departament del Gers i a la regió d'Occitània.

## Geografia

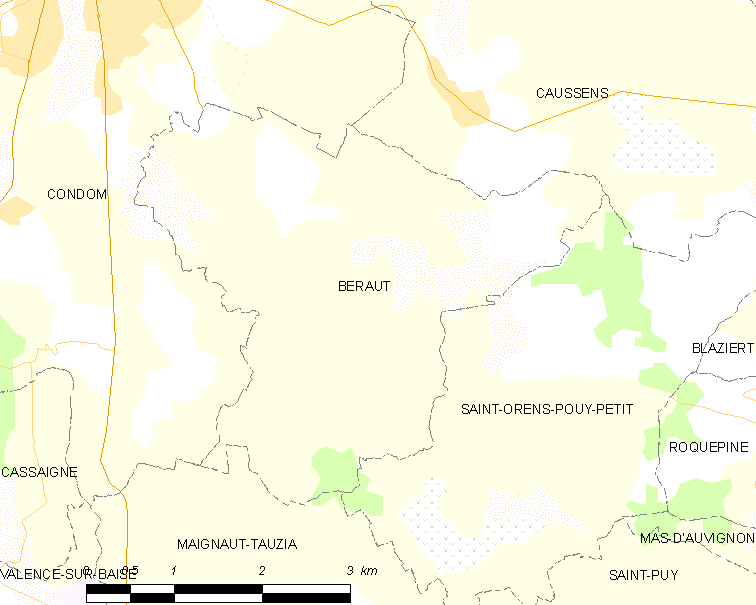
Mapa de la comuna de Beraud

## Administració
| Període   | Identitat       | Partit        |
| --------- | --------------- | ------------- |
| 2001-2008 | Henri Barthes   | Divers droite |
| 2001-     | Philippe Dufour |               |

## Demografia
| 1962                                       | 1968 | 1975 | 1982 | 1990 | 1999 | 2006 |
| ------------------------------------------ | ---- | ---- | ---- | ---- | ---- | ---- |
| 316                                        | 302  | 261  | 303  | 306  | 319  | 335  |
| Des de 1962: població sense dobles comptes |      |      |      |      |      |      |